# Cordast
Cordast (Kordà  en patois fribourgeois) est une localité et une ancienne commune suisse du canton de Fribourg, située dans le district du Lac. Depuis 2005, Cordast a fusionné avec la commune de Cormondes.

## Histoire
Cordast est un village-rue situé au nord de Fribourg. Des tumulus hallstattiens témoignent d'une colonisation précoce. Au XIVe siècle, Cordast appartenait aux comtes de Thierstein. Dues à Peter de Pont en 1363, les dîmes furent partagées au XVe siècle entre Jakob d'Englisberg, Jean Mossu et Jean Floret. L'ancienne commune fit partie des Anciennes Terres de Fribourg (bannière de l'Hôpital, de 1442 à 1798), des districts de Morat de 1798 à 1803 et de Fribourg de 1803 à 1830, du district allemand de 1830 à 1848, puis du district du Lac.
Les catholiques sont rattachés à la paroisse de Cormondes depuis le Moyen Âge, et disposent d'une chapelle à Cordast dédiée à saint Guérin depuis 1614. Avant la fondation d'une paroisse en 1874, les protestants relevaient de Morat. Avec le vif essor des constructions (création de nouvelles zones à bâtir au début des années 1990), Cordast, jusque-là agricole, est devenu un village de navetteurs.
En 2005, la commune fusionne avec celle de Cormondes.

## Toponymie
1342 en allemand : Curbdast
1294 en français : Corbath
Nom actuel en français : La Corbaz

## Démographie
Cordast comptait 329 habitants en 1850, 370 en 1900, 374 en 1950, 342 en 1980, 497 en 1990, 752 en 2000.